# グリーンフィールズ (サウスオーストラリア州)

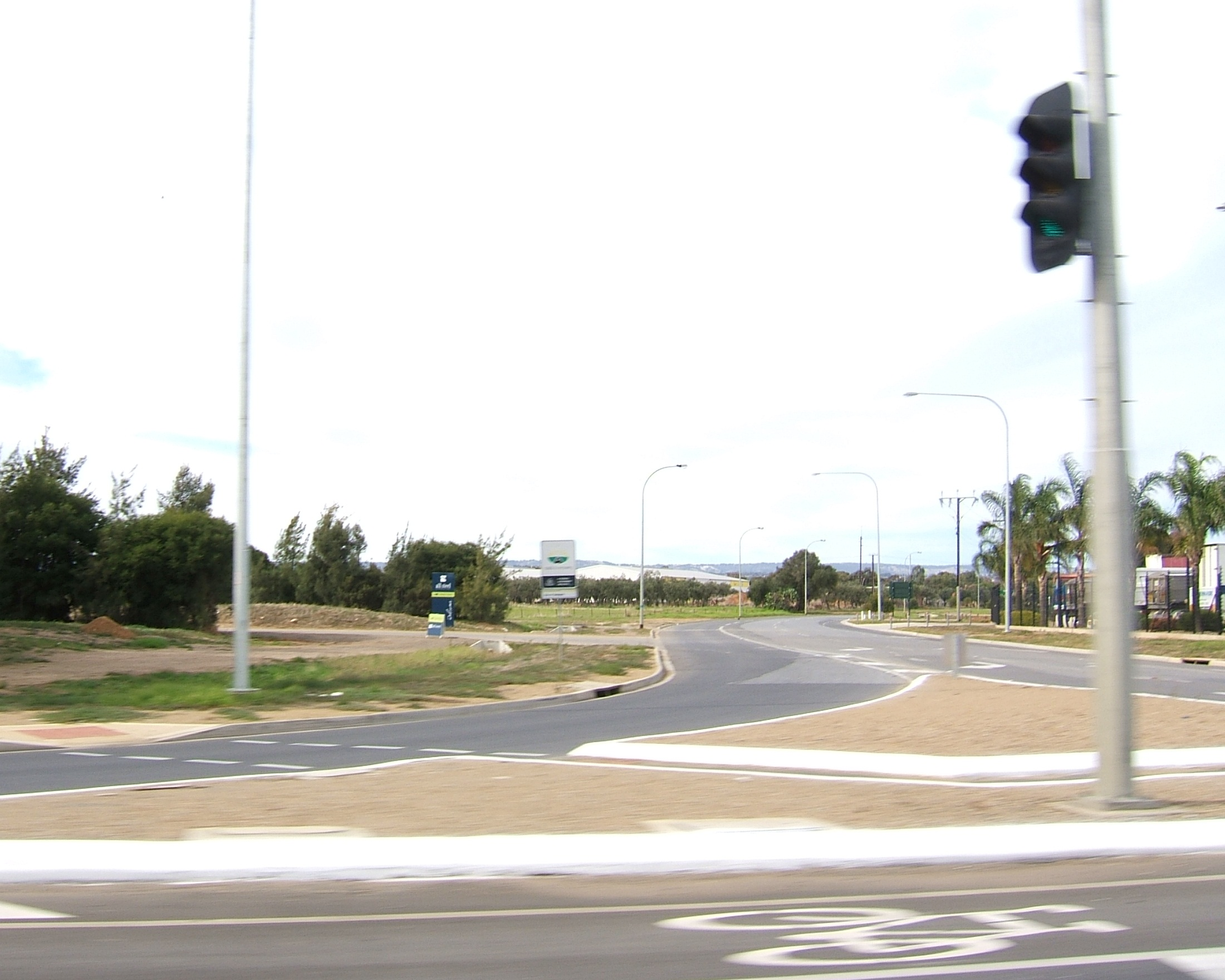
ライアンズ道路、グリーンフィールド

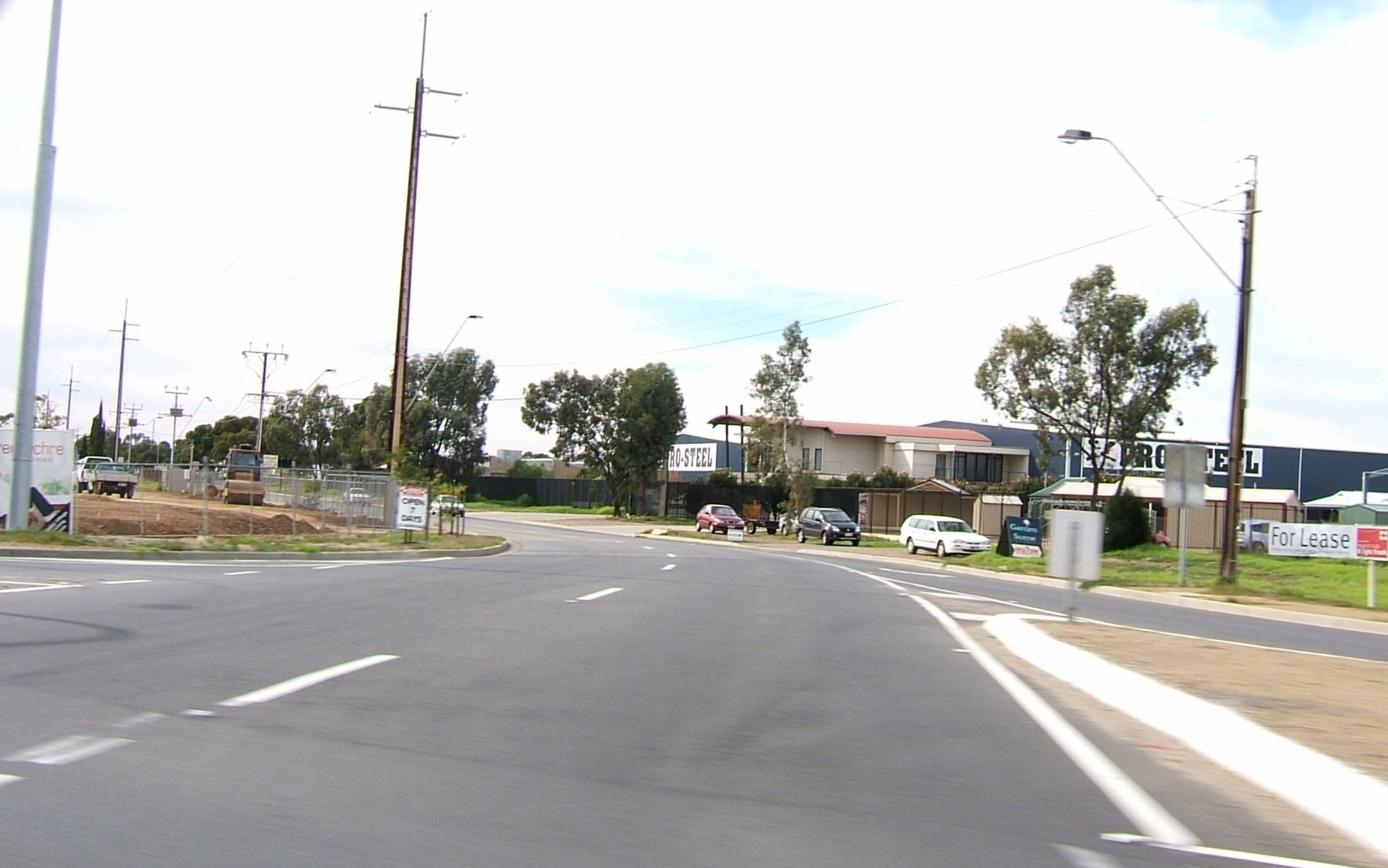
マルティンズ道路

グリーンフィールズ（英語:Green Fields）は、サウスオーストラリア州州都にある郊外である。州都より北に13km離れており、主に倉庫や軽工業が町を占めている。

## 交通
グリーンフィールズにはパラフィールド空港に隣接しているゴーラー線のグリーンフィールズ駅がある。アデレード駅からは15.5km離れている。駅は1969年に開通し、時刻表には"Green Fields"と記載された。グリーンフィールズ駅は、ゴーラー線の中で歩行者専用地下道がある2つの駅の一つ（もう一つの駅はパラフィールド駅）である。他の駅は安全やヴァンダリズム上の配慮で歩行者専用地下道は閉鎖されている。
座標: 南緯34度47分45秒 東経138度36分16秒 / 南緯34.79575度 東経138.60437度